# Coupe du Golfe des clubs champions 2015
Navigation
Édition précédente Édition suivante
La Coupe du golfe des clubs champions 2015 est la trentième édition de la Coupe du golfe des clubs champions. Douze équipes, qualifiées par le biais de leur championnat national, disputent le tournoi, qui est organisé en deux phases. Lors de la première, les formations sont réparties en quatre poules de trois; les deux premiers de chaque poule se qualifient pour la phase finale, qui est jouée sous forme de tableau, avec quarts (disputés sur un match unique) puis demi-finales (matchs aller et retour) puis finale (à nouveau sur un seul match). 
C'est la formation émirati d'Al Shabab Dubaï qui s'impose en finale face aux Omanis d'Al-Seeb, à l'issue de la séance des tirs au but. C'est le troisième titre du club dans cette compétition après ses succès en 1992 et 2011. C'est également le troisième trophée consécutif pour le football émirati.

## Équipes participantes
| - Al Taawon 5e d'Arabie saoudite en 2013-2014 - Al Faisaly 7e d'Arabie saoudite en 2013-2014 - Manama Club Vice-champion du Bahreïn en 2013-2014 - East Riffa Vainqueur de la Bahraini King's Cup 2014 - Al Shabab Dubaï 4e des Émirats arabes unis en 2013-2014 - Al Nasr Dubaï 5e d'Émirats arabes unis en 2013-2014 | - Al Taawon 5e d'Arabie saoudite en 2013-2014 - Al Faisaly 7e d'Arabie saoudite en 2013-2014 - Manama Club Vice-champion du Bahreïn en 2013-2014 - East Riffa Vainqueur de la Bahraini King's Cup 2014 - Al Shabab Dubaï 4e des Émirats arabes unis en 2013-2014 - Al Nasr Dubaï 5e d'Émirats arabes unis en 2013-2014 | - Al Taawon 5e d'Arabie saoudite en 2013-2014 - Al Faisaly 7e d'Arabie saoudite en 2013-2014 - Manama Club Vice-champion du Bahreïn en 2013-2014 - East Riffa Vainqueur de la Bahraini King's Cup 2014 - Al Shabab Dubaï 4e des Émirats arabes unis en 2013-2014 - Al Nasr Dubaï 5e d'Émirats arabes unis en 2013-2014 | - Al Taawon 5e d'Arabie saoudite en 2013-2014 - Al Faisaly 7e d'Arabie saoudite en 2013-2014 - Manama Club Vice-champion du Bahreïn en 2013-2014 - East Riffa Vainqueur de la Bahraini King's Cup 2014 - Al Shabab Dubaï 4e des Émirats arabes unis en 2013-2014 - Al Nasr Dubaï 5e d'Émirats arabes unis en 2013-2014 | - Al Taawon 5e d'Arabie saoudite en 2013-2014 - Al Faisaly 7e d'Arabie saoudite en 2013-2014 - Manama Club Vice-champion du Bahreïn en 2013-2014 - East Riffa Vainqueur de la Bahraini King's Cup 2014 - Al Shabab Dubaï 4e des Émirats arabes unis en 2013-2014 - Al Nasr Dubaï 5e d'Émirats arabes unis en 2013-2014 | - Al Taawon 5e d'Arabie saoudite en 2013-2014 - Al Faisaly 7e d'Arabie saoudite en 2013-2014 - Manama Club Vice-champion du Bahreïn en 2013-2014 - East Riffa Vainqueur de la Bahraini King's Cup 2014 - Al Shabab Dubaï 4e des Émirats arabes unis en 2013-2014 - Al Nasr Dubaï 5e d'Émirats arabes unis en 2013-2014 | - Al Jahra 3e du Koweït en 2013-2014 - Kazma SC 4e du Koweït en 2013-2014 - Al-Suwaiq 3e d'Oman en 2013-2014 - Al-Seeb 4e d'Oman en 2013-2014 - Al-Arabi SC 5e du Qatar en 2013-2014 - Al-Rayyan SC 13e du Qatar en 2013-2014 | - Al Jahra 3e du Koweït en 2013-2014 - Kazma SC 4e du Koweït en 2013-2014 - Al-Suwaiq 3e d'Oman en 2013-2014 - Al-Seeb 4e d'Oman en 2013-2014 - Al-Arabi SC 5e du Qatar en 2013-2014 - Al-Rayyan SC 13e du Qatar en 2013-2014 | - Al Jahra 3e du Koweït en 2013-2014 - Kazma SC 4e du Koweït en 2013-2014 - Al-Suwaiq 3e d'Oman en 2013-2014 - Al-Seeb 4e d'Oman en 2013-2014 - Al-Arabi SC 5e du Qatar en 2013-2014 - Al-Rayyan SC 13e du Qatar en 2013-2014 | - Al Jahra 3e du Koweït en 2013-2014 - Kazma SC 4e du Koweït en 2013-2014 - Al-Suwaiq 3e d'Oman en 2013-2014 - Al-Seeb 4e d'Oman en 2013-2014 - Al-Arabi SC 5e du Qatar en 2013-2014 - Al-Rayyan SC 13e du Qatar en 2013-2014 | - Al Jahra 3e du Koweït en 2013-2014 - Kazma SC 4e du Koweït en 2013-2014 - Al-Suwaiq 3e d'Oman en 2013-2014 - Al-Seeb 4e d'Oman en 2013-2014 - Al-Arabi SC 5e du Qatar en 2013-2014 - Al-Rayyan SC 13e du Qatar en 2013-2014 | - Al Jahra 3e du Koweït en 2013-2014 - Kazma SC 4e du Koweït en 2013-2014 - Al-Suwaiq 3e d'Oman en 2013-2014 - Al-Seeb 4e d'Oman en 2013-2014 - Al-Arabi SC 5e du Qatar en 2013-2014 - Al-Rayyan SC 13e du Qatar en 2013-2014 |

## Compétition

### Première phase

#### Groupe A
| Rang | Équipe       | Pts | J | G | N | P | Bp | Bc | Diff |  | Résultats (▼ dom., ► ext.) |     |     |     |
| ---- | ------------ | --- | - | - | - | - | -- | -- | ---- |  | -------------------------- | --- | --- | --- |
| 1    | Al-Rayyan SC | 8   | 4 | 2 | 2 | 0 | 9  | 4  | +5   |  | Al-Rayyan SC               |     | 2-2 | 2-1 |
| 2    | Al Taawon    | 6   | 4 | 1 | 3 | 0 | 6  | 5  | +1   |  | Al Taawon                  | 1-1 |     | 1-0 |
| 3    | Al-Suwaiq    | 1   | 4 | 0 | 1 | 3 | 3  | 9  | -6   |  | Al-Suwaiq                  | 0-4 | 2-2 |     |

#### Groupe B
| Rang | Équipe          | Pts | J | G | N | P | Bp | Bc | Diff |  | Résultats (▼ dom., ► ext.) |     |     |     |
| ---- | --------------- | --- | - | - | - | - | -- | -- | ---- |  | -------------------------- | --- | --- | --- |
| 1    | Al Shabab Dubaï | 9   | 4 | 3 | 0 | 1 | 10 | 2  | +8   |  | Al Shabab Dubaï            |     | 4-0 | 3-0 |
| 2    | Al-Seeb         | 4   | 4 | 1 | 1 | 2 | 3  | 8  | -5   |  | Al-Seeb                    | 1-3 |     | 2-1 |
| 3    | Al-Arabi SC     | 4   | 4 | 1 | 1 | 2 | 2  | 5  | -3   |  | Al-Arabi SC                | 1-0 | 0-0 |     |

#### Groupe C
| Rang | Équipe        | Pts | J | G | N | P | Bp | Bc | Diff |  | Résultats (▼ dom., ► ext.) |     |     |     |
| ---- | ------------- | --- | - | - | - | - | -- | -- | ---- |  | -------------------------- | --- | --- | --- |
| 1    | Al Nasr Dubaï | 9   | 4 | 3 | 0 | 1 | 8  | 6  | +2   |  | Al Nasr Dubaï              |     | 2-1 | 3-2 |
| 2    | Kazma SC      | 6   | 4 | 2 | 0 | 2 | 6  | 6  | 0    |  | Kazma SC                   | 1-2 |     | 2-1 |
| 3    | Manama Club   | 3   | 4 | 1 | 0 | 3 | 6  | 8  | -2   |  | Manama Club                | 2-1 | 1-2 |     |

#### Groupe D
| Rang | Équipe     | Pts | J | G | N | P | Bp | Bc | Diff |  | Résultats (▼ dom., ► ext.) |     |     |     |
| ---- | ---------- | --- | - | - | - | - | -- | -- | ---- |  | -------------------------- | --- | --- | --- |
| 1    | Al Jahra   | 7   | 4 | 2 | 1 | 1 | 7  | 5  | +2   |  | Al Jahra                   |     | 1-1 | 1-2 |
| 2    | East Riffa | 7   | 4 | 2 | 1 | 1 | 6  | 6  | 0    |  | East Riffa                 | 2-4 |     | 1-0 |
| 3    | Al Faisaly | 3   | 4 | 1 | 0 | 3 | 3  | 5  | -2   |  | Al Faisaly                 | 0-1 | 1-2 |     |

### Phase finale

#### Quarts de finale
| Équipe 1        | Résultat      | Équipe 2   |
| --------------- | ------------- | ---------- |
| Al Rayyan       | 2 - 1         | Kazma SC   |
| Al Nasr Dubaï   | 1 - 1 4-2 tab | Al Taawon  |
| Al Shabab Dubaï | 3 - 1         | East Riffa |
| Al Jahra        | 0 - 2         | Al-Seeb    |

#### Demi-finales
| Équipe 1      | Résultat | Équipe 2        | Aller | Retour |
| ------------- | -------- | --------------- | ----- | ------ |
| Al-Seeb       | 1e - 1   | Al-Rayyan SC    | 0 - 0 | 1 - 1  |
| Al Nasr Dubaï | 1 - 3    | Al Shabab Dubaï | 1 - 1 | 0 - 2  |

#### Finale
| Équipe 1 | Résultat      | Équipe 2        |
| -------- | ------------- | --------------- |
| Al-Seeb  | 1 - 1 3-4 tab | Al Shabab Dubaï |